# بيل دو بيري
بيل دو بيري (بالفرنسية: Belle du Berry)‏ (1966 - 11 أغسطس 2020)، مغنية وكاتبة أغاني وممثلة فرنسية.

## روابط خارجية
- بيل دو بيري على موقع IMDb (الإنجليزية)
- بيل دو بيري على موقع ألو سيني (الفرنسية)
- بيل دو بيري على موقع ميوزك برينز (الإنجليزية)
- بيل دو بيري على موقع أول ميوزيك (الإنجليزية)
- بيل دو بيري على موقع ديسكوغز (الإنجليزية)
- بيل دو بيري التسجيلات من ديسكاغز.كوم
- بيل دو بيري في قاعدة بيانات الأفلام على الإنترنت